# Оксикислоты

Гликолевая кислота — простейший представитель класса

Оксикисло́ты (оксикарбоновые кислоты или гидроксикислоты) — карбоновые кислоты, в которых одновременно содержатся карбоксильная и гидроксильная группы, например молочная кислота: СН3−СН(ОН)−СООН. Оксикислоты проявляют все свойства, характерные для кислот (диссоциация, образование солей, сложных эфиров и т. д.), и свойства, характерные для спиртов (окисление, образование простых эфиров и т. д.).

## Распространение в природе
Оксикислоты весьма широко распространены в природе. Так, к оксикислотам относятся винная, лимонная, яблочная, молочная и некоторые другие природные кислоты, а их название отражает первичный природный источник, в котором было найдено данное вещество.

## Методы синтеза
- Получение α-оксикислот гидролизом оксинитрилов (циангидринов)
- Получение α-оксикислот гидролизом галогенкарбоновых кислот
- Получение β-оксикислот гидратацией непредельных кислот
- Получение β-оксикислот по реакции Реформатского
- Получение β-оксикислот ферментативным окислением предельных кислот в β-положение
- δ- и γ-оксикислоты получают окислением циклических кетонов надкислотами (реакция Байера — Виллигера) с последующим гидролизом лактонов.

### Реакция Реформатского
Реакция Реформатского является методом синтеза эфиров β-гидроксикарбоновых кислот.

## Химические свойства
Гидроксикислоты — химически активные вещества. Наличие в составе их молекул двух видов функциональных групп (-СООН и -ОН) позволяет им легко вступать в различные химические реакции, характерные для карбоновых кислот, спиртов, и типичные для самих гидроксикислот.

### Реакции окисления спиртовых групп
Гидроксикислоты легко вступают в реакции окисления спиртовых групп, что обуславливает образование оксокислот — альдегидо- и кетокислот. Например, молочная кислота, окисляясь, превращается в пировиноградную:

### Окисление оксикислот при нагревании с концентрированными минеральными кислотами
При нагревании с концентрированной серной кислотой лимонная кислота сначала разлагается на муравьиную и ацетондикарбоновую кислоты:
В подобную реакцию вступает и молочная кислота:
В результате окисления образуется муравьиная кислота и ацетальдегид.

### Образование солей
Оксикислоты реагируют с гидроксидами или солями металлов, образуя кислые или средние соли.
Например, образование кислой и средней солей тартратной кислоты происходит следующим образом.
На первой стадии образуется кислая соль тартратной кислоты, которая практически не растворяется в воде:
На второй стадии образуется средняя соль, которая хорошо растворяется в воде:
Аналогичные ионные реакции обмена протекают для других щелочей, гидроксидов и солей.

## «Фруктовые кислоты»
Многие оксикислоты получили применение в косметике в качестве кератолитиков. Название, правда, маркетологи немного изменили — для большей привлекательности в косметологии их часто называют «фруктовые кислоты».